# Esturió beluga
L'esturió beluga o esturió europeu (Huso huso) és una espècie de peix actinopterigi de l'ordre dels acipenseriformes. Habita principalment a la mar Càspia i a la mar Negra i, de forma ocasional, a l'Adriàtic. El nom de beluga prové de l'idioma rus, белуга (beluga), derivat de la paraula russa que vol dir "blanc". Ha estat objecte de pesca intensiva, ja que de la fresa de les femelles d'aquesta espècie es fa el caviar més preuat de tots, el caviar beluga. Es considera una exquisidesa a tot el món però la seva carn no té gaire renom. D'ençà que té l'estatus d'espècie en perill i protegida el preu d'aquest tipus de caviar s'ha encarit molt més.
El beluga és un peix molt gran alguns exemplars arriben a fer 6 metres i més de llargada. Són de creixement lent i de maduració tardana però s'ha comprovat que arriben a viure 118 anys i pesar 1.500 kg. Ha davallat molt el nombre d'exemplars per la sobrepesca i la pesca furtiva fent que a molts països es facin restriccions del seu comerç. L'espècie d'esturió més similar a la Huso huso (beluga) és Huso dauricus (beluga de riu). El beluga és un gran depredador d'altres peixos. Com d'altres esturions pugen pels rius per a fresar i la majoria el consideren un peix de riu.